# SolarWolf

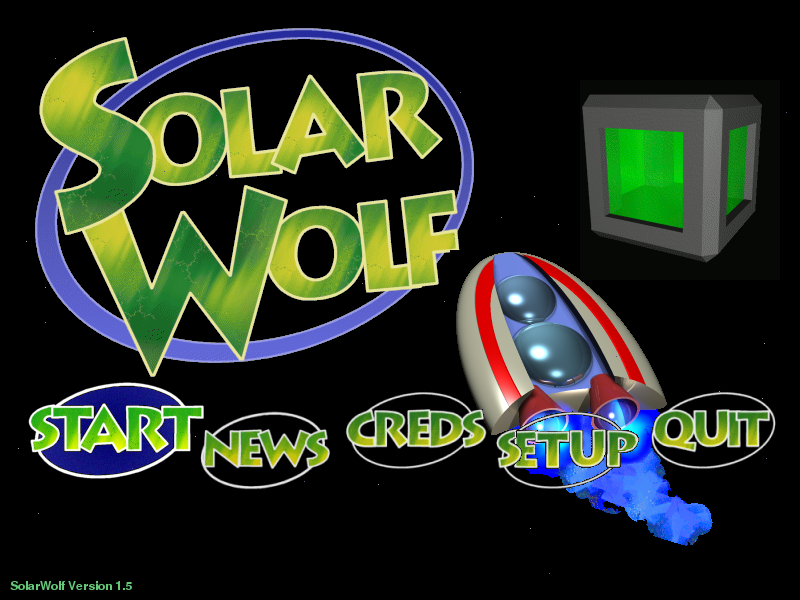
SolarWolf启动画面

SolarWolf 是1983年游戏Solar Fox──Atari 2600上CBS Electronics制作的
SolarWolf是使用Pygame的自由软件。官方站有用于Windows, Mac OS X, Linux和BeOS的二进制包。很多Linux发行版如Debian , Ubuntu 和Fedora 都有此游戏。

## 玩法
SolarWolf 被GameSpy评价为"strange hybrid of games. It's part Pac-Man, part Q-Bert, and part Dodgeball."
引领飞船穿行矩形区域收集方块。敌人在屏幕四边上不断发射火箭攻击，被击中就丢失一艘船。每关都有计时器，位于屏幕右边；玩家必须在用完时间前收集所有方块否则算一次skip（跳过）。
有几种power-up可碰到：
- 计时器时间增多
- 所有火球瞬间消失
- 摧毁四艘敌船之一
- 短时护盾（防御火球）
- 短时全体减速
- 额外生命

完全失败了可以读进度。
作者在网站提到自己的最好成绩为"in the 40's." 此网站最好成绩为15艘船和26skip；记录最低到13艘船和25skip。

### 链接
- SolarWolf官方站（页面存档备份，存于） 引用的宽屏支持版本（页面存档备份，存于）
- The Freeware Scene: Volume 5 (July 2002) see page 2; article from GameSpy.com
- Marcel's Linux Game of the Month（页面存档备份，存于） (June 2006) article from UnixReview.com
- 在Linux Game Tome